# Liste der Naturdenkmale im Bezirk Mitte
Die Liste der Naturdenkmale im Bezirk Mitte nennt die im Berliner Bezirk Mitte ausgewiesenen Naturdenkmale (Stand Januar 2015). Einige Bäume mussten aus zwingenden Gründen gefällt werden.

## Bäume
| Nr.                         | Bezeichnung                             | Lage | Beschreibung                 | Schutzzweck                      | Bild                                    |
| --------------------------- | --------------------------------------- | --- | ---------------------------- | -------------------------------- | --------------------------------------- |
| 1-3/B Wikidata              | Stiel-Eiche                             | Gelände der Charité, Rasenfläche im Eckbereich Schumannstraße/Luisenstraße (Standort)                                          | Quercus robur                | Schönheit                        | mehr Fotos \| Fotos hochladen           |
| 1-4/B Wikidata              | Amur-Korkbaum                           | Gelände der Charité, nördlich der Pathologie (Standort)                                                                        | Phellodendron amurense       | Seltenheit, Eigenart             | mehr Fotos \| Fotos hochladen           |
| 1-5/B Wikidata              | Fleischrote Rosskastanie                | Unter den Linden 6, Vorhof der Humboldt-Universität (Standort)                                                                 | Aesculus × carnea            | Schönheit                        | mehr Fotos \| Fotos hochladen           |
| 1-6/B-1 Wikidata            | Ginkgo                                  | Unter den Linden 6, Humboldt-Universität, Hof Süd (Standort)                                                                   | Ginkgo biloba                | Seltenheit, Eigenart             | mehr Fotos \| Fotos hochladen           |
| 1-6/B-2 Wikidata            | Ginkgo                                  | Unter den Linden 6, Humboldt-Universität, Hof Nord (Standort)                                                                  | Ginkgo biloba                | Seltenheit, Eigenart             | mehr Fotos \| Fotos hochladen           |
| 1-7/B Wikidata              | Ahornblättrige Platane                  | Bebelplatz, Grünfläche am Operncafé (Standort)                                                                                 | Platanus × acerifolia        | Schönheit                        | mehr Fotos \| Fotos hochladen           |
| 1-9/B Wikidata              | Amerikanischer Zürgelbaum               | Klosterstraße 66, Ecke Parochialstraße (Kirchhof) (Standort)                                                                   | Celtis occidentalis          | Seltenheit, Eigenart             | mehr Fotos \| Fotos hochladen           |
| 1-10/B Wikidata             | zwei Schnurbäume                        | nordwestlich des Deutschen Doms, nahe Charlottenstraße (Standort)                                                              | Sophora japonica             | Seltenheit                       | mehr Fotos \| Fotos hochladen           |
| 1-11/B Wikidata             | Kaiserplatane                           | Potsdamer Straße, Höhe Einmündung Scharounstraße (Standort)                                                                    | Platanus × acerifolia        | landeskundliche Gründe, Eigenart | mehr Fotos \| Fotos hochladen           |
| 1-12/B Wikidata             | Ahornblättrige Platane                  | Alt-Moabit 143–145, Ehem. Hauptzollamt / Packhof (Standort)                                                                    | Platanus × acerifolia        | Schönheit, Eigenart              | mehr Fotos \| Fotos hochladen           |
| 1-13/B-1 Wikidata           | Balkan-Rosskastanie                     | Alt-Moabit 143-145 (Standort)                                                                                                  | Platanus × hispanica         |                                  | Fotos hochladen                         |
| 1-13/B-2 Wikidata           | Blut-Buche                              | Alt-Moabit 143-145 (Standort)                                                                                                  | Fagus sylvatica              |                                  | mehr Fotos \| Fotos hochladen           |
| 1-14/B Wikidata             | Gemeine Hainbuche                       | Wilsnacker Straße 5, Ecke Turmstraße, Hofbereich (Standort)                                                                    | Carpinus betulus             | Schönheit, Seltenheit            | mehr Fotos \| Fotos hochladen           |
| 1-16/B Wikidata             | Orientalische Platane                   | Calandrelli-Anlage, neben der Villa von der Heydt (Berlin-Tiergarten) am Reichpietschufer (Standort)                           | Platanus orientalis          | Schönheit, Seltenheit            | mehr Fotos \| Fotos hochladen           |
| 1-17/B-1 Wikidata           | Platane (1)                             | Wiebestraße 28 (Standort) | Platanus × hispanica         |                                  | mehr Fotos \| Fotos hochladen           |
| 1-17/B-2 Wikidata           | Platane (2)                             | Wiebestraße 28 (Standort) | Platanus × hispanica         |                                  | mehr Fotos \| Fotos hochladen           |
| 1-17/B-3 Wikidata           | Balkan-Rosskastanie                     | Wiebestraße 28 (Standort) | Aesculus hippocastanum       |                                  | mehr Fotos \| Fotos hochladen           |
| 1-18/B Wikidata             | Zwei Amerikanische Zürgelbäume          | Köbisstraße, südlich vom Canisius-Kolleg (Standort)                                                                            | Celtis occidentalis          | Schönheit (als Gruppe)           | mehr Fotos \| Fotos hochladen           |
| 1-19/B Wikidata             | Ahornblättrige Platane                  | Matthäikirchplatz (Standort)                                                                                                   | Platanus × acerifolia        | Schönheit                        | mehr Fotos \| Fotos hochladen           |
| 1-20/B Wikidata             | Stiel-Eiche                             | Katharina-Heinroth-Ufer 2, Grünfläche (Standort)                                                                               | Quercus robur                | Schönheit                        | Direkt Bild zu diesem Denkmal hochladen |
| 1-21/B-1 Wikidata           | Blut-Buche                              | Carl-von-Ossietzky-Park (Standort)                                                                                             | Fagus sylvatica              |                                  | mehr Fotos \| Fotos hochladen           |
| 1-21/B-2 Wikidata           | Gemeine Eibe                            | Carl-von-Ossietzky-Park (Standort)                                                                                             | Taxus baccata                |                                  | mehr Fotos \| Fotos hochladen           |
| 1-22/B Wikidata             | Französischer Ahorn                     | Turiner Straße 20, Hinterhof (Standort)                                                                                        | Acer monspessulanum          | Schönheit, Seltenheit            | mehr Fotos \| Fotos hochladen           |
| 1-23/B Wikidata             | Gewöhnliche Rosskastanie                | Grünanlage Plötzensee, zwischen Dohnagestell und Plötzensee (Standort)                                                         | Aesculus hippocastanum       | Schönheit                        | mehr Fotos \| Fotos hochladen           |
| 1-24/B Wikidata             | Europäische Eibe                        | Malplaquetstraße 41, Hinterhof (Standort)                                                                                      | Taxus baccata                | Schönheit                        | mehr Fotos \| Fotos hochladen           |
| 1-25/B Wikidata             | Gewöhnliche Rosskastanie                | Schulstraße 109, 2. Hinterhof (Standort)                                                                                       | Aesculus hippocastanum       | Schönheit                        | Direkt Bild zu diesem Denkmal hochladen |
| 1-26/B Wikidata             | Ahornblättrige Platane                  | Kinderklinik Wedding, gegenüber Station 8, Reinickendorfer Straße 61, Universitätsklinikum RVK (Standort)                      | Platanus × acerifolia        | Schönheit                        | mehr Fotos \| Fotos hochladen           |
| 1-27/B-1 Wikidata           | Platane                                 | RVK-Gelände (Standort) | Platanus × hispanica         |                                  | mehr Fotos \| Fotos hochladen           |
| 1-27/B-2 Wikidata           | Balkan-Rosskastanie                     | RVK-Gelände (Standort) | Aesculus hippocastanum       |                                  | Direkt Bild zu diesem Denkmal hochladen |
| 1-28/B Wikidata             | Gewöhnliche Rosskastanie                | Tegeler Straße 14, Gehölzanlage (Standort)                                                                                     | Aesculus hippocastanum       | Schönheit                        | Direkt Bild zu diesem Denkmal hochladen |
| 1-29/B Wikidata             | Gewöhnliche Rosskastanie                | Liebenwalder Straße 41 (Standort)                                                                                              | Aesculus hippocastanum       | Schönheit                        | mehr Fotos \| Fotos hochladen           |
| 1-30/B Wikidata             | Gewöhnliche Rosskastanie                | Hochstädter Straße 13 (Standort)                                                                                               | Aesculus hippocastanum       | Schönheit                        | mehr Fotos \| Fotos hochladen           |
| 1-31/B-1 Wikidata           | Stiel-Eiche                             | Friedhof Plötzensee (Standort)                                                                                                 | Quercus robur                |                                  | Direkt Bild zu diesem Denkmal hochladen |
| 1-31/B-2; 1-31/B-3 Wikidata | Blut-Buchen                             | Friedhof Plötzensee (Standort)                                                                                                 | Fagus sylvatica              |                                  | mehr Fotos \| Fotos hochladen           |
| 1-32/B Wikidata             | Stiel-Eiche                             | Koloniestraße, Kolonie Panke, Parz. 95 (Standort)                                                                              | Quercus robur                | Schönheit                        | mehr Fotos \| Fotos hochladen           |
| 1-33/B Wikidata             | Blutbuche                               | Seestraße 126, St.-Johannis-Kirchhof, Kriegsgräberfeld (Standort)                                                              | Fagus sylvatica f. purpurea  | Schönheit                        | mehr Fotos \| Fotos hochladen           |
| 1-34/B Wikidata             | Gewöhnliche Robinie                     | Großer Tiergarten, Mittelinsel Siegessäule (Standort)                                                                          | Robinia pseudoacacia         |                                  | mehr Fotos \| Fotos hochladen           |
| 1-35/B Wikidata             | Japanischer Kuchenbaum                  | Großer Tiergarten, nördlich der Straße des 17. Juni, südlich Fauler See (Standort)                                             | Cercidiphyllum japonicum     |                                  | mehr Fotos \| Fotos hochladen           |
| 1-36/B Wikidata             | Libanon-Eiche                           | Großer Tiergarten, östlich des Englischen Gartens (Standort)                                                                   | Quercus libani               |                                  | mehr Fotos \| Fotos hochladen           |
| 1-37/B Wikidata             | Stiel-Eiche - Sommer-Eiche              | Großer Tiergarten, östlich des Englischen Gartens (Standort)                                                                   | Quercus robur                |                                  | mehr Fotos \| Fotos hochladen           |
| 1-38/B Wikidata             | Flatter-Ulme                            | Großer Tiergarten, östlich des Englischen Gartens (Standort)                                                                   | Ulmus laevis                 |                                  | mehr Fotos \| Fotos hochladen           |
| 1-39/B Wikidata             | Kaukasische Flügelnuss                  | Großer Tiergarten, Englischer Garten (Standort)                                                                                | Pterocarya fraxinifolia      |                                  | mehr Fotos \| Fotos hochladen           |
| 1-40/B Wikidata             | Urweltmammutbaum - Chinesisches Rotholz | Großer Tiergarten, Englischer Garten, nahe Altonaer Straße (Standort)                                                          | Metasequoia glyptostroboides |                                  | mehr Fotos \| Fotos hochladen           |
| 1-41/B Wikidata             | Riesenmammutbaum - Wellingtonie         | Großer Tiergarten, Englischer Garten, nahe Altonaer Straße (Standort)                                                          | Sequoiadendron giganteum     |                                  | mehr Fotos \| Fotos hochladen           |
| 1-42/B Wikidata             | Tulpenbaum                              | Großer Tiergarten, Luiseninsel (Standort)                                                                                      | Liriodendron tulipifera      |                                  | mehr Fotos \| Fotos hochladen           |
| ND-1-43/B Wikidata          | Japanischer Kuchenbaum                  | Altonaer Straße 6, schräg gegenüber Hansabibliothek (Standort)                                                                 | Cercidiphyllum japonicum     |                                  | mehr Fotos \| Fotos hochladen           |
| 1-44/B Wikidata             | Urweltmammutbaum - Chinesisches Rotholz | Volkspark Rehberge, gegenüber Eingang Freilichtbühne (Standort)                                                                | Metasequoia glyptostroboides |                                  | Direkt Bild zu diesem Denkmal hochladen |
| 1-45/B Wikidata             | Spitz-Ahorn                             | Plötzensee, östlich der südlichen Seespitze (Standort)                                                                         | Acer platanoides             |                                  | Direkt Bild zu diesem Denkmal hochladen |
| 1-46/B Wikidata             | Gewöhnliche Eibe                        | St.-Johannis-Kirchhof, nordwestlicher Bereich Seestraße 126 (Standort)                                                         | Taxus baccata                |                                  | Direkt Bild zu diesem Denkmal hochladen |
| 1-47/B Wikidata             | Amerikanische Schwarz-Weide             | Holsteiner Ufer 10 (Standort)                                                                                                  | Salix nigra                  |                                  | mehr Fotos \| Fotos hochladen           |
| 1-48/B Wikidata             | Amerikanische Schwarz-Weide             | Holsteiner Ufer Ecke Claudiusstraße (Standort)                                                                                 | Salix nigra                  |                                  | mehr Fotos \| Fotos hochladen           |
| 1-49/B Wikidata             | Kleinasiatische Fontanesie              | Kleiner Tiergarten, östlich der Stromstraße (Standort)                                                                         | Fontanesia philliraeoides    |                                  | mehr Fotos \| Fotos hochladen           |
| 1-50/B Wikidata             | Kleinasiatische Fontanesie              | Kleiner Tiergarten, östlich der Stromstraße (Standort)                                                                         | Fontanesia philliraeoides    |                                  | mehr Fotos \| Fotos hochladen           |
| 1-51/B Wikidata             | Weisse Maulbeere                        | Claire-Waldoff-Straße 12 (Standort)                                                                                            | Morus alba                   |                                  | mehr Fotos \| Fotos hochladen           |
| 1-52/B Wikidata             | Stiel-Eiche - Sommer-Eiche              | Zoologischer Garten, südlich Flusspferdhaus Hardenbergplatz 8 (Standort)                                                       | Quercus robur                |                                  | Direkt Bild zu diesem Denkmal hochladen |
| 1-53/B Wikidata             | Geweihbaum                              | Märkischer Platz, gegenüber Wallstraße 53 (Standort)                                                                           | Gymnocladus dioicus          |                                  | mehr Fotos \| Fotos hochladen           |
| 1-54/B Wikidata             | Samthaarige Stinkesche                  | Höhe Australische Botschaft Fischerinsel 5 (Standort)                                                                          | Tetradium daniellii          |                                  | mehr Fotos \| Fotos hochladen           |
| 1-55/B Wikidata             | Gewöhnliche Rosskastanie                | Fischerinsel, nordöstlich der Inselbrücke (Standort)                                                                           | Aesculus hippocastanum       |                                  | mehr Fotos \| Fotos hochladen           |
| 1-56/B Wikidata             | Ahornblättrige Platane                  | Großer Tiergarten, östlich des Neuen Sees (südlich Großer Weg) (Standort)                                                      | Platanus × hispanica         |                                  | mehr Fotos \| Fotos hochladen           |
| 1-57/B Wikidata             | Stiel-Eiche - Sommer-Eiche              | Großer Tiergarten, Straße des 17. Juni 31 (Bellevue-Allee) (Standort)                                                          | Quercus robur                |                                  | mehr Fotos \| Fotos hochladen           |
| 1-58/B Wikidata             | Stiel-Eiche - Sommer-Eiche              | ehemaliges Kolonistenhaus Koloniestraße 57 (Standort)                                                                          | Quercus robur                |                                  | mehr Fotos \| Fotos hochladen           |
| 1-59/B Wikidata             | Rosskastanie                            | Koloniestraße 97 (Standort) | Aesculus hippocastanum       |                                  | mehr Fotos \| Fotos hochladen           |
| 1-60/B Wikidata             | Bastard-Ulme                            | gegenüber Reginhardstraße 8 (Standort)                                                                                         | Ulmus ×hollandica            |                                  | Direkt Bild zu diesem Denkmal hochladen |
| 1-61/B Wikidata             | Bastard-Ulme                            | Reginhardstraße 5a (Standort)                                                                                                  | Ulmus ×hollandica            |                                  | Direkt Bild zu diesem Denkmal hochladen |
| 1-62/B-1 Wikidata           | Japanischer Schnurbaum (1)              | Syrische Straße 11 (Standort)                                                                                                  | Styphnolobium japonicum      |                                  | Direkt Bild zu diesem Denkmal hochladen |
| 1-62/B-2 Wikidata           | Japanischer Schnurbaum (2)              | Syrische Straße 11 (Standort)                                                                                                  | Styphnolobium japonicum      |                                  | Direkt Bild zu diesem Denkmal hochladen |
| 1-63/B Wikidata             | Ahornblättrige Platane                  | Syrische Straße 11B (Standort)                                                                                                 | Platanus × hispanica         |                                  | Direkt Bild zu diesem Denkmal hochladen |
| 1-64/B Wikidata             | Silber-Ahorn                            | Friedhof St. Philippus Apostel, Eingang Ungarnstraße, abgesenkte Freifläche rechts vom Hauptweg Muellerstraße 44-45 (Standort) | Acer saccharinum             |                                  | Direkt Bild zu diesem Denkmal hochladen |
| 1-65/B Wikidata             | Gewöhnliche Rosskastanie                | Paul-Kirchhof I, nordöstlicher Bereich Seestraße 124 (Standort)                                                                | Aesculus hippocastanum       |                                  | Direkt Bild zu diesem Denkmal hochladen |
| 1-66/B Wikidata             | Stiel-Eiche - Sommer-Eiche              | St. Paul-Kirchhof I, nahe Afrikanische Straße, Ecke Seestraße (Standort)                                                       | Quercus robur                |                                  | Direkt Bild zu diesem Denkmal hochladen |
| 1-67/B Wikidata             | Gewöhnliche Eibe                        | St. Johannis-Kirchhof II, am Plötzensee, nordwestlich des Gebäudes Seestraße 126 (Standort)                                    | Taxus baccata                |                                  | Direkt Bild zu diesem Denkmal hochladen |
| 1-68/B Wikidata             | Gewöhnliche Rosskastanie                | St. Johannis-Kirchhof II, am Plötzensee, nördlicher Bereich Seestraße 126 (Standort)                                           | Aesculus hippocastanum       |                                  | Direkt Bild zu diesem Denkmal hochladen |
| 1-69/B-1 Wikidata           | Gewöhnliche Rosskastanie (1)            | Mittelstreifen, auf Höhe Seestraße 3 (Standort)                                                                                | Aesculus hippocastanum       |                                  | Direkt Bild zu diesem Denkmal hochladen |
| 1-69/B-2 Wikidata           | Gewöhnliche Rosskastanie (2)            | Mittelstreifen, auf Höhe Seestraße 3 (Standort)                                                                                | Aesculus hippocastanum       |                                  | Direkt Bild zu diesem Denkmal hochladen |
| 1-69/B-3 Wikidata           | Gewöhnliche Rosskastanie (3)            | Mittelstreifen, auf Höhe Seestraße 3 (Standort)                                                                                | Aesculus hippocastanum       |                                  | Direkt Bild zu diesem Denkmal hochladen |
| 1-70/B Wikidata             | Stiel-Eiche - Sommer-Eiche              | westlich Dohnagestell 4, nördlich des Plötzensees (Standort)                                                                   | Quercus robur                |                                  | Direkt Bild zu diesem Denkmal hochladen |
| 1-71/B Wikidata             | Sibirische Ulme                         | Brunnenstraße 100 (Standort)                                                                                                   | Ulmus pumila                 |                                  | mehr Fotos \| Fotos hochladen           |
| 1-72/B Wikidata             | Schwarz-Pappel                          | gegenüber Grüntaler Straße 35 (Standort)                                                                                       | Populus nigra                |                                  | mehr Fotos \| Fotos hochladen           |
| 1-73/B Wikidata             | Blutbuche                               | Volkspark am Weinbergsweg, gegenüber Zugang Zehdenicker Straße (Standort)                                                      | Fagus sylvatica              |                                  | mehr Fotos \| Fotos hochladen           |
| 1-74/B Wikidata             | Hänge-Buche                             | Volkspark am Weinbergsweg, nordöstlich des Sees (Standort)                                                                     | Fagus sylvatica              |                                  | mehr Fotos \| Fotos hochladen           |
| 1-75/B-1 Wikidata           | Blutbuche                               | Platz vor dem Naturkundemuseum, vor dem Ostflügel Invalidenstraße 43 (Standort)                                                | Fagus sylvatica              |                                  | mehr Fotos \| Fotos hochladen           |
| 1-75/B-2 Wikidata           | Blutbuche                               | Platz vor dem Naturkundemuseum, vor dem Westflügel Invalidenstraße 43 (Standort)                                               | Fagus sylvatica              |                                  | mehr Fotos \| Fotos hochladen           |
| 1-76/B Wikidata             | Gewöhnliche Buche - Rot-Buche           | Platz vor dem Naturkundemuseum, vor dem Ostflügel Invalidenstraße 43 (Standort)                                                | Fagus sylvatica              |                                  | mehr Fotos \| Fotos hochladen           |
| 1-77/B Wikidata             | Gewöhnliche Buche - Rot-Buche           | Platz vor dem Naturkundemuseum, vor dem Westflügel Invalidenstraße 43 (Standort)                                               | Fagus sylvatica              |                                  | mehr Fotos \| Fotos hochladen           |
| 1-78/B Wikidata             | Stiel-Eiche - Sommer-Eiche              | Platz vor dem Naturkundemuseum Invalidenstraße 43 (Standort)                                                                   | Quercus robur                |                                  | mehr Fotos \| Fotos hochladen           |
| 1-79/B Wikidata             | Stiel-Eiche - Sommer-Eiche              | Gelände der Charité Rahel-Hirsch-Weg 3 (Standort)                                                                              | Quercus robur                |                                  | mehr Fotos \| Fotos hochladen           |
| 1-80/B Wikidata             | Magnolie                                | südliche Grünfläche, Gelände der Charité Charitéplatz 1 (Standort)                                                             | Magnolia                     |                                  | mehr Fotos \| Fotos hochladen           |
| 1-81/B Wikidata             | Blutbuche                               | Bonhöfferweg, Gelände der Charité, Grünfläche gegenüber dem Institut für Pathologie (Standort)                                 | Fagus sylvatica              |                                  | mehr Fotos \| Fotos hochladen           |
| 1-82/B Wikidata             | Winter-Linde - Stein-Linde              | Humboldthafen Invalidenstraße 79 (Standort)                                                                                    | Tilia cordata                |                                  | Direkt Bild zu diesem Denkmal hochladen |
| 1-83/B Wikidata             | Stiel-Eiche - Sommer-Eiche              | Lehrter Straße 5D (Standort)                                                                                                   | Quercus robur                |                                  | mehr Fotos \| Fotos hochladen           |
| 1-84/B Wikidata             | Gewöhnliche Eibe                        | Perleberger Straße 40 (Standort)                                                                                               | Taxus baccata                |                                  | Direkt Bild zu diesem Denkmal hochladen |
| 1-85/B-1 Wikidata           | Gewöhnliche Rosskastanie                | Hansa-Ufer Ecke Tile-Wardenberg-Straße (Standort)                                                                              | Aesculus hippocastanum       |                                  | mehr Fotos \| Fotos hochladen           |
| 1-85/B-2 Wikidata           | Gewöhnliche Rosskastanie                | Hansa-Ufer 7 (Standort) | Aesculus hippocastanum       |                                  | mehr Fotos \| Fotos hochladen           |
| 1-85/B-3 Wikidata           | Gewöhnliche Rosskastanie                | Wullenweberstraße 1 (Standort)                                                                                                 | Aesculus hippocastanum       |                                  | mehr Fotos \| Fotos hochladen           |
| 1-86/B Wikidata             | Trauben-Eiche - Winter-Eiche            | Scheidemannstraße Ecke Große Querallee, nahe Carillon (Standort)                                                               | Quercus petraea              |                                  | mehr Fotos \| Fotos hochladen           |
| 1-87/B Wikidata             | Ahornblättrige Platane                  | Großer Tiergarten, Lichtensteinallee Ecke Großer Weg, nördlich der Spanischen Botschaft (Standort)                             | Platanus × hispanica         |                                  | mehr Fotos \| Fotos hochladen           |
| 1-88/B Wikidata             | Stiel-Eiche - Sommer-Eiche              | Großer Tiergarten, zwischen Neuem See und Landwehrkanal (Standort)                                                             | Quercus robur                |                                  | mehr Fotos \| Fotos hochladen           |
| 1-89/B Wikidata             | Trauben-Eiche - Winter-Eiche            | Großer Tiergarten, nördlich der Straße des 17. Juni, nahe Rüsternallee (Standort)                                              | Quercus petraea              |                                  | mehr Fotos \| Fotos hochladen           |
| 1-90/B Wikidata             | Silber-Linde                            | Großer Tiergarten, nahe Bismarckdenkmal (Standort)                                                                             | Tilia tomentosa              |                                  | mehr Fotos \| Fotos hochladen           |
| 1-91/B Wikidata             | Flatter-Ulme                            | Großer Tiergarten, nördlich Tiergartenstraße 30 (Standort)                                                                     | Ulmus laevis                 |                                  | mehr Fotos \| Fotos hochladen           |
| 1-92/B Wikidata             | Flatter-Ulme                            | Großer Tiergarten, nahe Große-Sternallee-Brücke (Standort)                                                                     | Ulmus laevis                 |                                  | mehr Fotos \| Fotos hochladen           |
| 1-93/B Wikidata             | Gewöhnliche Buche - Rot-Buche           | Großer Tiergarten, nordwestlich der Luiseninsel (Standort)                                                                     | Fagus sylvatica              |                                  | mehr Fotos \| Fotos hochladen           |
| 1-94/B-1 Wikidata           | Gewöhnliche Buche - Rot-Buche           | Großer Tiergarten, nördlich Tiergartenstraße 30 (Standort)                                                                     | Fagus sylvatica              |                                  | mehr Fotos \| Fotos hochladen           |
| 1-94/B-2 Wikidata           | Gewöhnliche Buche - Rot-Buche           | Großer Tiergarten, nördlich Tiergartenstraße 31 (Standort)                                                                     | Fagus sylvatica              |                                  | mehr Fotos \| Fotos hochladen           |
| 1-95/B Wikidata             | Stiel-Eiche - Sommer-Eiche              | Großer Tiergarten, zwischen Bellevueallee und Straße des 17. Juni (Standort)                                                   | Quercus robur                |                                  | mehr Fotos \| Fotos hochladen           |
| 1-96/B Wikidata             | Gewöhnliche Buche - Rot-Buche           | Großer Tiergarten, südlich kleiner Stern, östlich Rosengarten (Standort)                                                       | Fagus sylvatica              |                                  | mehr Fotos \| Fotos hochladen           |
| 1-97/B Wikidata             | Stiel-Eiche - Sommer-Eiche              | Katharina-Heinroth-Ufer 2 (Standort)                                                                                           | Quercus robur                |                                  | mehr Fotos \| Fotos hochladen           |
| 1-98/B Wikidata             | Ahornblättrige Platane                  | Garten Villa von der Heydt Von-der-Heydt-Straße 18 (Standort)                                                                  | Platanus × hispanica         |                                  | mehr Fotos \| Fotos hochladen           |
| 1-99/B Wikidata             | Stiel-Eiche - Sommer-Eiche              | Calandrelli-Anlage, neben Villa von der Heydt (Standort)                                                                       | Quercus robur                |                                  | mehr Fotos \| Fotos hochladen           |
| 1-100/B Wikidata            | Stiel-Eiche - Sommer-Eiche              | Am Karlsbad 11 (Standort) | Quercus robur                |                                  | mehr Fotos \| Fotos hochladen           |
| 1-101/B Wikidata            | Gewöhnliche Rosskastanie                | Antwerpener Straße 43 (Standort)                                                                                               | Aesculus hippocastanum       |                                  | Direkt Bild zu diesem Denkmal hochladen |
| 1-102/B-1 Wikidata          | Spitz-Ahorn                             | Gendarmenmarkt, südwestlich des Deutschen Doms (Standort)                                                                      | Acer platanoides             |                                  | mehr Fotos \| Fotos hochladen           |
| 1-102/B-2 Wikidata          | Bosnischer Ahorn                        | Gendarmenmarkt, südwestlich des Deutschen Doms, Ecke Charlottenstraße (Standort)                                               | Acer opalus subsp. obtusatum |                                  | mehr Fotos \| Fotos hochladen           |
| 1-103/B-1 Wikidata          | Ahornblättrige Platane                  | Universitätsstraße, nördlichster Baum Unter den Linden 6 (Standort)                                                            | Platanus × hispanica         |                                  | mehr Fotos \| Fotos hochladen           |
| 1-103/B-2 Wikidata          | Ahornblättrige Platane                  | Universitätsstraße Unter den Linden 6 (Standort)                                                                               | Platanus × hispanica         |                                  | mehr Fotos \| Fotos hochladen           |
| 1-103/B-3 Wikidata          | Ahornblättrige Platane                  | Unter den Linden 6, entlang der Universitätsstraße Unter den Linden 6 (Standort)                                               | Platanus × hispanica         |                                  | mehr Fotos \| Fotos hochladen           |
| 1-103/B-4 Wikidata          | Ahornblättrige Platane                  | Universitätsstraße, südlichster Baum Unter den Linden 6 (Standort)                                                             | Platanus × hispanica         |                                  | mehr Fotos \| Fotos hochladen           |
| 1-104/B Wikidata            | Stiel-Eiche - Sommer-Eiche              | Stadtschloss, unter der Schleusenbrücke Schlossplatz 1 (Standort)                                                              | Quercus robur                |                                  | mehr Fotos \| Fotos hochladen           |
| 1-105/B-1 Wikidata          | Ahornblättrige Platane                  | Anlegestelle Jannowitzbrücke, auf Höhe Rolandufer 5 (Standort)                                                                 | Platanus × hispanica         |                                  | mehr Fotos \| Fotos hochladen           |
| 1-105/B-2 Wikidata          | Ahornblättrige Platane                  | Anlegestelle Jannowitzbrücke, unter Brücke Alexanderstraße (Standort)                                                          | Platanus × hispanica         |                                  | mehr Fotos \| Fotos hochladen           |
| 1-106/B Wikidata            | Gewöhnliche Buche - Rot-Buche           | Neue Blumenstraße 10 (Standort)                                                                                                | Fagus sylvatica              |                                  | mehr Fotos \| Fotos hochladen           |
| 1-107/B Wikidata            | Sibirische Ulme                         | Kapweg 5 (Standort) | Ulmus pumila                 |                                  | Direkt Bild zu diesem Denkmal hochladen |
| 1-108/B Wikidata            | Hänge-Buche                             | Zoologischer Garten, auf Höhe Budapester Straße 18B Hardenbergplatz 8 (Standort)                                               | Fagus sylvatica              |                                  | Direkt Bild zu diesem Denkmal hochladen |

## Findlinge
Die in Berlin als Naturdenkmal geführten Findlinge sind in der Regel erratische Blöcke mit einem Volumen von mindestens einem Kubikmeter und somit eine Masse von mehreren Tonnen.
| Nr.              | Bezeichnung                | Lage                                                                  | Beschreibung | Schutzzweck                | Bild                          |
| ---------------- | -------------------------- | --------------------------------------------------------------------- | ------------ | -------------------------- | ----------------------------- |
| 1-1/F Wikidata   | Findling                   | Gelände der Gartenarbeitsschule, Scharnweberstraße 158/159 (Standort) |              | naturgeschichtliche Gründe | mehr Fotos \| Fotos hochladen |
| 1-2/F Wikidata   | Findling                   | Volkspark Rehberge, Transvaalstraße (Standort)                        |              | naturgeschichtliche Gründe | mehr Fotos \| Fotos hochladen |
| 1-3/F Wikidata   | Findling                   | Goethepark, am Grillplatz (Standort)                                  |              | naturgeschichtliche Gründe | Fotos hochladen               |
| 1-4/F-1 Wikidata | Findling im Humboldthain 1 | Volkspark Humboldthain (Standort)                                     |              | naturgeschichtliche Gründe | mehr Fotos \| Fotos hochladen |
| 1-4/F-2 Wikidata | Findling im Humboldthain 2 | Volkspark Humboldthain (Standort)                                     |              | naturgeschichtliche Gründe | mehr Fotos \| Fotos hochladen |
| 1-4/F-3 Wikidata | Findling im Humboldthain 3 | Volkspark Humboldthain (Standort)                                     |              | naturgeschichtliche Gründe | mehr Fotos \| Fotos hochladen |

## Sonstige
| Nr.   | Bezeichnung  | Lage                                                                  | Beschreibung                                                                       | Schutzzweck                | Bild                          |
| ----- | ------------ | --------------------------------------------------------------------- | ---------------------------------------------------------------------------------- | -------------------------- | ----------------------------- |
| ND-14 | Düne Wedding | Gelände der Gartenarbeitsschule, Scharnweberstraße 158/159 (Standort) | einzige erhaltene innerstädtische eiszeitliche Binnendüne Berlins und Deutschlands | naturgeschichtliche Gründe | mehr Fotos \| Fotos hochladen |

## Ehemalige Naturdenkmale
| Nr.             | Bezeichnung               | Lage                                                                   | Beschreibung                                                                 | Schutzzweck           | Bild                                    |
| --------------- | ------------------------- | ---------------------------------------------------------------------- | ---------------------------------------------------------------------------- | --------------------- | --------------------------------------- |
| 1-1/B Wikidata  | Amerikanische Gleditschie | Invalidenstraße 43, links vor dem Museum für Naturkunde (Standort)     | Gleditsia triacanthos; gefällt; bei Neuausweisung 2021 nicht mehr gelistet   | Seltenheit, Eigenart  | Direkt Bild zu diesem Denkmal hochladen |
| 1-2/B Wikidata  | Blauglockenbaum           | Gelände der Charité, südöstlich des Instituts für Röntgendiagnostik () | Paulownia tomentosa; gefällt; bei Neuausweisung 2021 nicht mehr gelistet     | Seltenheit, Eigenart  | Direkt Bild zu diesem Denkmal hochladen |
| 1-8/B Wikidata  | Blasenesche               | Waisenstraße, Grünanlage gegenüber dem Grundstück Nr. 28 (Standort)    | Koelreuteria paniculata; gefällt; bei Neuausweisung 2021 nicht mehr gelistet | Seltenheit, Eigenart  | mehr Fotos \| Fotos hochladen           |
| 1-15/B Wikidata | Drüsiger Götterbaum       | ehemals Einemstraße 20 A/20 B (Standort)                               | Ailanthus altissima; gefällt; bei Neuausweisung 2021 nicht mehr gelistet     | Schönheit, Seltenheit | Direkt Bild zu diesem Denkmal hochladen |